# Kocakoru, Mustafakemalpaşa
Kocakoru là một xã thuộc huyện Mustafakemalpaşa, tỉnh Bursa, Thổ Nhĩ Kỳ. Dân số thời điểm năm 2011 là 84 người.